# Alexandre Bóveda Iglesias
Alexandre Bóveda Iglesias (Ourense, 7 de juny de 1903 - mont d'A Caeira, Poio, 17 d'agost de 1936) va ser un polític de tendència galleguista, afusellat pels revoltats al començament de la Guerra Civil. Va ser un dels intel·lectuals més rellevants de l'època a Galícia sent el motor del Partit Galleguista, segons paraules del mateix Castelao.

## Biografia
Des de molt nen es va dedicar a l'estudi del francès i de la comptabilitat. Va estudiar peritatge mercantil a La Corunya per lliure al mateix temps que impartia classes als més joves en un col·legi d'Ourense. Assidu lector de la Revista Nós aviat va començar a escriure a La Zarpa de Basilio Álvarez. És en les pàgines d'aquest periòdic on es dona a conèixer al món com un gran comunicador. Després participa en unes oposicions en Madrid a una de les deu places de cap d'Hisenda de l'estat aconseguint el nombre u. A causa d'això José Calvo Sotelo li oferix un lloc en el seu Comitè d'Intervenció de Canvis però rebutja l'oferta i regressa a Galícia per a treballar en la Delegació d'Hisenda d'Ourense. Després d'aprovar altres oposicions marxa a Pontevedra a ocupar el lloc de Cap de Comptabilitat amb tan sols 23 anys.
Aviat pren contacte amb la tertúlia que presidien Castelao i Losada Diéguez en el Cafè Méndez Núñez i es veurà implicat en les activitats dels dos galleguistes. Ambdós l'introduïren en la política i en altres camps com la Coral Polifónica on coneix Amalia Álvarez Gallego, amb la qual casarà en 1930 al Monestir de Poio i amb la qual tindria cinc fills.
El 1932 participa en l'assemblea pro-estatut que es va celebrar a Santiago de Compostel·la resultant triat membre de la comissió redactora. Tindrà un paper molt actiu en la redacció de l'estatut i en les assemblea de municipis que es crea per a debatre el mateix.
L'any 1933 és triat membre central del comitè de l'Autonomia presidida per Bibiano Fernández Osorio Tafall. El 20 d'octubre de 1934 es publica una ordre ministerial imposant-li la destinació administrativa forçós en la Delegació d'Hisenda de Cadis regressant en 1935 a Galícia a l'obtenir una plaça en la delegació d'hisenda de Vigo.
En 1936 participa en la campanya electoral a la qual acudeix com candidat del Front Popular per la província d'Ourense mentre pren possessió d'un càrrec en la delegació d'hisenda de Pontevedra.

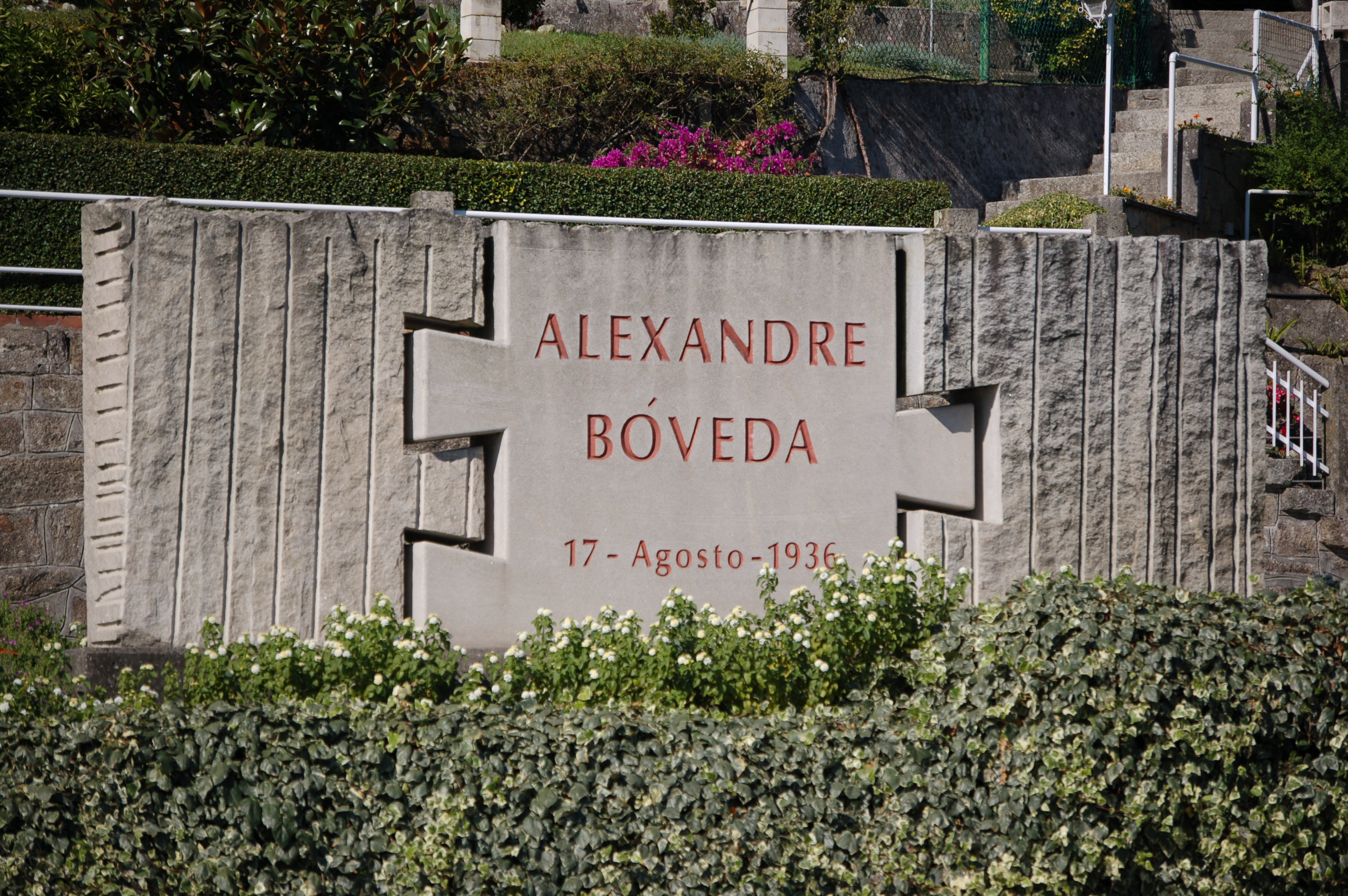
Monument a Alexandre Bóveda a A Caeira (Poio, Província de Pontevedra)

El 20 de juliol de 1936, és detingut després del cop d'estat acusat de traïció i va ser condemnat a mort en un judici celebrat el 13 d'agost d'aquest mateix any. La sentència va ser executada el 17 d'agost en la forest de Caeira, a Poio, al costat de Pontevedra.

En aquest judici, va manifestar el seu desig de ser enterrat sota la bandera gallega amb aquestes paraules:
La meva pàtria natural és Galícia. L'estimo fervorosament, mai no la trairia, encara que em concedissin segles de vida. L'adoro més enllà de la meva pròpia mort. Si el tribunal entén que per aquest amor entranyable m'ha de ser aplicada la pena de mort, la rebré com un sacrifici més per ella. Vaig fer tot el que vaig poder per Galícia i faria més si pogués. Si no puc fins i tot m'agradaria morir per la meva pàtria. Sota la seva bandera vull ser enterrat, si el tribunal jutja que ho he de ser.
Xosé Sesto, després de la mort de Bóveda, es va afanyar a col·locar la bandera gallega sota la seva jaqueta.
L'assassinat d'Alexandre Bóveda s'incorpora a la Querella argentina contra els crims del franquisme. La Diputació de Pontevedra recolza i promou la reparació del dirigent del Partit Galeguista i també la del seu president el 1931 Amancio Caamaño i del responsable del Comitè provincial del Front Popular Ramiro Paz